# 県里駅
県里駅（ヒョンリえき、현리역）は、現在の朝鮮民主主義人民共和国江原道昌道郡に存在した金剛山電気鉄道の駅（廃駅）である。太平洋戦争に伴う不要不急線の指定により、1944年に廃止された。

## 歴史
- 1929年4月15日：開業[1]。
- 1944年10月1日：廃止。

## 現況
楊口郡水入面の由来になった「水入県」の比定地で昌道郡の役場がおかれていた中心であったが任南ダムの建設で水没した。